# Del Norte
Del Norte är administrativ huvudort i Rio Grande County i Colorado. Enligt 2010 års folkräkning hade Del Norte 1 686 invånare.